# Айрън (окръг, Мисури)
Вижте пояснителната страница за други значения на Айрън.
Окръг Айрън (на английски: Iron County) е окръг в щата Мисури, Съединени американски щати. Площта му е 1430 km². Според преброяването през 2020 г. населението е 9 537. Административен център и най-голям град е Айрънтън. Окръг Айрън е официално организиран на 17 февруари 1857 г. и е кръстен на изобилието от желязна руда, открита в границите му.
Окръг Айрън включва долината Аркадия с дължина 6 мили (9,7 км) и широка 2 мили (3,2 км). В долината се намират градовете Пилот Ноб, Айрънтън и Аркадия, градове, създадени от имигранти през 19-ти век. Долината е заобиколена от планината Сейнт Франсоа на платото Озарк. Окръг Айрън също е дом на десетки планини, включително планината Таум Саук с височина 1772 фута (540 м), най-високата точка в Мисури.
Окръгът е дом на редица държавни паркове и исторически забележителности, включително щатски парк Таум Саук, щатски парк Елефант Рокс /Elephant Rocks/ и щатски исторически обект Форт Дейвидсън, както и 96 047 акра (390 км 2) от Националната гора Марк Твен.

## География
Според Бюрото за преброяване на населението на САЩ, окръгът има обща площ от 552 квадратни мили (1430 km 2), от които 550 квадратни мили (1 400 km 2) са земя и 1,8 квадратни мили (4,7 km 2) (0,3%) са вода.

## Съседни окръзи
- Окръг Вашингтон (север)
- Окръг Сейнт Франсоа (североизток)
- Окръг Медисън (изток)
- Окръг Уейн (югоизток)
- Окръг Рейнолдс (югозапад)
- Окръг Дент (запад)
- Окръг Крауфорд (северозапад)

## Национални защитени територии
- Национална гора Марк Твен (част)
- Национален резерват за диви животни Пилот Ноб